# The Triplets (David Island)
The Triplets (englisch für Die Drillinge) sind drei Felsvorsprünge im Norden von David Island vor der Küste des ostantarktischen Königin-Marie-Lands.
Mitglieder der auf dem Shackleton-Schelfeis errichteten Westbasis bei der Australasiatischen Antarktisexpedition (1911–1914) unter der Leitung des australischen Polarforschers Douglas Mawson entdeckten und benannten sie.